# 25-й окремий штурмовий батальйон (Україна)
25-й окремий штурмовий батальйон (25 ОШБ)в/ч А4640) — підрозділ у складі Сухопутних військ Збройних сил України.

## Історія
У 2022 році почалося широкомасштабне російське вторгнення в Україну.
У червні 2023 року 47-ма окрема механізована бригада вела бої на Запоріжжі, під час боїв бригаді був приданий 25-й окремий штурмовий батальйон, озброєний бронеавтомобілями «Козак». Батальйон протистояв 291-му батальйону московського спецназу. За оцінкою розвідника бригади Сергія Назаренка, 25-й батальйон воював найефективніше з 47-ї бригади.
19 лютого 2024 року 47-ма окрема механізована бригада повідомила, що бійці 25-го окремого штурмового батальйону останніми вийшли з Авдіївського коксохімічного заводу і не понесли втрат.
9 березня 2024 року двоє бійців батальйону зупинили російський штурм і ліквідували 7 солдат супротивника на Авдіївському напрямі.
В жовтні 2024 батальйон став окремим підрозділом в складі Сухопутних військ 

## Озброєння
- бронеавтомобілі — Козак-5
- бронеавтомобілі- ВАРТА
- МТЛБ[1]
- Т-72
- БМП-2
- БМП-1

## Командування
• 2022-2023: підполковник Красовський Валиль Миколайович
• 2023- 2023: майор Паршиков Вадислав Владиславович
2023-2024:  старший лейтенант Когут 
2024: старший лейтенант Чепурко Андрій Сергіїйович

## Символіка
Знаком батальйону є зображення чорної голови рисі в профіль на срібному щиті, в верхній частині якого вміщено напис «25 ОШБ».

## Втрати

### 2023
- 8 червня 2023 — Шкуран Богдан Вікторович, командир штурмового відділення. 1991, Полонська громада.[5]
- 10 червня 2023 — Дурасов Андрій Олексійович, старший солдат, бойовий медик. 1991, с. Коритне.[6][7]
- 10 червня 2023 — Пилипчук Юрій Миколайович, молодший сержант, водій першої штурмової роти. 16 травня 1978, с. Білогір'я. Загинув біля Роботиного.[8][9]
- 17 серпня 2023 - Сергій Верьохін, старший солдат, 39 років. Загинув унаслідок ворожого танкового обстрілу поблизу села Роботине в Запорізької області.
- 30 жовтня 2023 — Шутяк Андрій. 51 рік, м. Львів.[10]
- 13 листопада 2023 — Подолюх Олександр, командир взводу. 12.08.1971, м. Яворів.[11]
- 22 листопада 2023 — Пельтек Едуард Іванович, бойовий медик. 1 грудня 1991, с. Василівка. Загинув біля с. Степове.[12]
- 23 листопада 2023 — Янків Роман Ярославович, навідник. 21 лютого 1972, с. Верхній Струтинь. Загинув від мінометного обстрілу в Авдіївці.[13][14]
- 26 листопада 2023 - Олександр Мерва, 27.06.1976, мі. Хмельницький. Командир взводу, старший сержант. Загинув на Авдіївському напрямку. Понад рік рідні чекали на повернення його тіла з окупованої території та на результати ДНК-експертизи[15].

### 2024
- 11 липня 2024 — Іванус Василь Володимирович. 1969, м. Кривий Ріг. Загинув на Покровському напрямку.[16]